# Zetomotrichus linearis
Zetomotrichus linearis – gatunek roztocza z kohorty mechowców i rodziny Zetomotrichidae..
Gatunek ten został opisany w 1982 roku przez Yi-Hsiunga Tsenga.
Mechowiec ten ma rostrum opatrzone na całej długości pięcioma parami równej wielkości zębów i organ gruszkowaty z jednym przewodem.
Gatunek znany tylko z Tajwanu.